# Alchemilla jasiewiczii
Alchemilla jasiewiczii — вид квіткових рослин з родини трояндових (Rosaceae). Ареал: Південна Польща (Татри); відомості для Словаччини вважаються помилковими.